# Amber Bongard

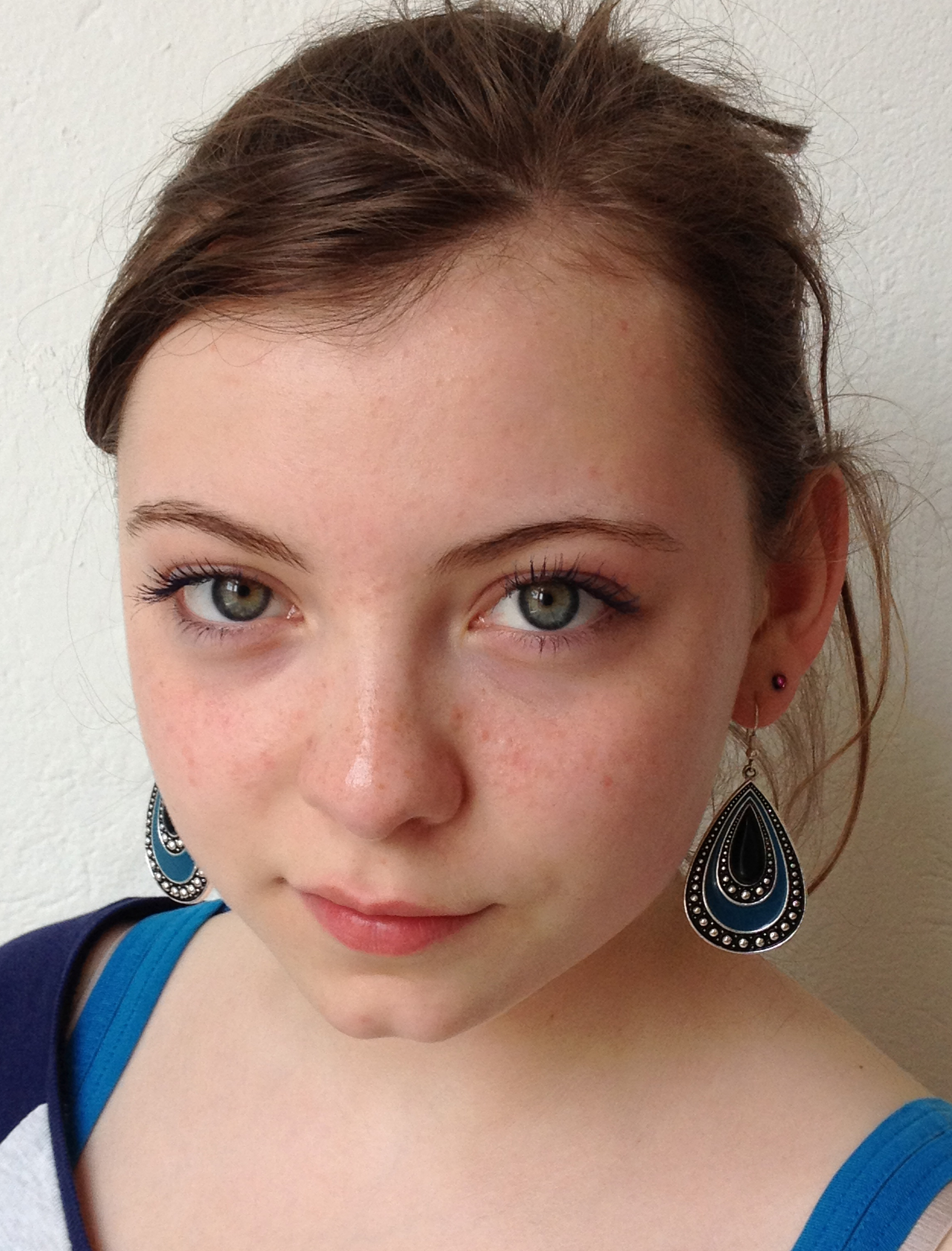
Amber Bongard, 2013

Amber Marie Bongard (* 24. August 1997 in Potsdam) ist eine deutsche Schauspielerin, die als Kinder- und Jugenddarstellerin bekannt wurde.

## Karriere
Amber Bongard wurde 1997 als Tochter der bildenden Künstlerin und Autorin Katrin Bongard in Potsdam geboren und ist die jüngere Schwester von Isabel Bongard und Leonard Carow. Sie wird von der Agentur ihrer Eltern gemanagt.
Ihre Karriere als Kinderdarstellerin begann in zwei Fernsehfilmen als Filmtochter von Juliane Köhler. In der 2003 gedrehten Tatort-Folge Große Liebe spielte sie eine Nebenrolle an der Seite ihrer Geschwister. Im mehrfach ausgezeichneten Sozialdrama In Sachen Kaminski war sie 2005 in einer Hauptrolle neben Köhler und Matthias Brandt als Kind lernbehinderter Eltern zu sehen. 
Sie trat in mehreren Fernseh- und Kino-Werbespots auf und hatte weitere, oft größere Nebenrollen in Kino- und Fernsehfilmen, darunter Ulrich Köhlers Montag kommen die Fenster, Chris Kraus’ Erfolgsfilm Vier Minuten und das ARD-Psychodrama Die Frau am Ende der Straße mit Maren Eggert und Inga Busch. Im ARD-Psychodrama Schattenkinder war sie neben Karoline Eichhorn zu sehen, in der Tragikomödie Patchwork neben Gabriela Maria Schmeide und Fritz Karl. Als Annie war sie die Filmtochter von Julia Jentsch in Hermine Huntgeburths Literaturverfilmung Effi Briest. Sie spielte Kinderrollen in den Historienfilmen Die Gräfin von Julie Delpy und Die Päpstin von Sönke Wortmann.
2010 und 2011 folgten zwei Kino-Hauptrollen: In der Teenagerkomödie Groupies bleiben nicht zum Frühstück war sie die pubertierende Schwester der von Anna Fischer dargestellten Hauptfigur. In Marcus H. Rosenmüllers Sommer in Orange spielte sie als Filmtochter von Petra Schmidt-Schaller die in einer Sannyasin-WG aufwachsende Lili, die sich nach Normalität sehnt. Sie erhielt dafür viel Lob von der Kritik; der Filmkritiker Rüdiger Suchsland bezeichnete sie als „schon fast einen Profi-Kinderstar“.
Unter der Regie von Katja von Garnier agierte sie im 2012 gedrehten Kinofilm Ostwind. Die Dreharbeiten der Fortsetzung Ostwind 2 begannen Anfang Juli 2014. Im selben Jahr war Bongard in Geschenkte Jahre aus der Katie-Fforde-Reihe als Filmtochter von Gesine Cukrowski und Harald Krassnitzer zu sehen. Seit 2015 ist Bongard im Rahmen der Fernsehreihe Familie Bundschuh als Ricarda „Ricky“ Bundschuh neben Andrea Sawatzki und Axel Milberg, die ihre Filmeltern spielen, in einer der festen Hauptrollen zu sehen.
Amber Bongard engagiert sich für das Kinderhilfswerk Plan International und trat mehrmals öffentlich als Sprecherin auf.

## Filmografie
- 2004: Tatort (Fernsehreihe, Folge Große Liebe)
- 2005: In Sachen Kaminski (Fernsehfilm)
- 2005: Ich bin ein Berliner (Fernsehfilm)
- 2006: Es war Mord und ein Dorf schweigt (Fernsehfilm)
- 2006: Montag kommen die Fenster
- 2006: Vier Minuten
- 2006: Tornado – Der Zorn des Himmels (Fernseh-Zweiteiler)
- 2006: Die Frau am Ende der Straße (Fernsehfilm)
- 2006: Die Kinder der Flucht (Fernsehserie, Folge Wolfskinder)
- 2006: Mr. Nanny – Ein Mann für Mama (Fernsehfilm)
- 2007: Erdbeereis mit Liebe (Fernsehfilm)
- 2007: Schattenkinder (Fernsehfilm)
- 2008: Patchwork (Fernsehfilm)
- 2009: Die Gräfin (The Countess)
- 2009: Die Päpstin
- 2009: Effi Briest
- 2009: Hungerwinter – Überleben nach dem Krieg (Fernsehfilm)
- 2010: Polizeiruf 110 – Blutiges Geld (Fernsehreihe)
- 2010: Groupies bleiben nicht zum Frühstück
- 2011: Sommer in Orange
- 2012: Mittlere Reife (Fernsehfilm)
- seit 2013: Ostwind (Filmreihe)
  - 2013: Ostwind – Zusammen sind wir frei
  - 2015: Ostwind 2
  - 2017: Ostwind – Aufbruch nach Ora
  - 2019: Ostwind – Aris Ankunft
  - 2021: Ostwind – Der große Orkan
- 2013: Brüderlein
- 2014: Katie Fforde: Geschenkte Jahre (Fernsehfilm)
- 2015: Auf der Straße
- seit 2015: Familie Bundschuh (Fernsehreihe)
  - 2015: Tief durchatmen, die Familie kommt
  - 2017: Von Erholung war nie die Rede
  - 2018: Ihr seid natürlich eingeladen
  - 2019: Wir machen Abitur
  - 2020: Familie Bundschuh im Weihnachtschaos
- 2016: In aller Freundschaft (Fernsehserie, Folge Urteile und Vorurteile)
- 2016: Wer aufgibt ist tot
- 2017: Club der roten Bänder (Fernsehserie)
- 2018: Lena Lorenz – Mutter für drei Tage (Fernsehserie)
- 2019: In aller Freundschaft – Die jungen Ärzte (Fernsehserie, Folge Wenn es darauf ankommt)
- 2020: Kranke Geschäfte (Fernsehfilm)
- 2021: Charité
- seit 2021: Tonis Welt (Spin off zu Club der roten Bänder)